# إلياس بن جامع الإربلي
إلياس بن جامع بن علي العبدي الإربلي (27 شعبان 551 - 15 ربيع الآخر 601) (14 أكتوبر 1156 - 9 ديسمبر 1204) عالم مسلم وشاعر عربي عراقي من أهل القرن السادس الهجري/ الثاني عشر الميلادي. ولد بإربل ودرس بها وفي بغداد، تفقه بالنظامية على مذهب الشافعي وسمع الحديث، وصنف التاريخ وغيره، وتفرد بحسن كتابة الشروط، وله نظم. من مؤلفاته تفسير القرآن الكريم وكتاب كبير في الناسخ والمنسوخ وأسباب النزول. توفي في مسقط رأسه ودفن بها.

## سيرته
هو إلياس بن جامع بن علي بن أبي كامل بن أبي طالب العبدي، أبو الفضل الإربلي، ولد في وقت الغروب من ليلة الأحد سابع وعشرين شعبان سنة إحدى وخمسين وخمسمائة/ 14 أكتوبر 1156 بإربل. تفقه بإربل ثم رحل إلى بغداد طلباً للفقه، فأقام بها زماناً طويلاً وكتب الكثير من حديثها بيده، وسمع من رجال الحديث وروى عنهم. سمع شهدة بنت أحمد الأبري، والأسعد بن بلدرك الجبريلي، وأبا أسحاق إبراهيم بن علي بن الفراء السلمي، وأبا الحسين عبد الحق بن عبد الخالق بن يوسف، والشريف أبا الفتوح المبارك بن محمد بن سلم الهاشمي، وأبا هاشم عيسى بن أحمد الدوشابي، وأبا العز محمد بن محمد بن مواهب، وأبي الحسن علي بن محمد بن بكروس، وأبي الكلام جعفر بن عقيل، وأبا الفتح عبيد الله بن عبيد الله بن شاتيل، وأبي السعادات نصر الله بن عبد الرحمن القزاز وغيرهم من علماء عصره.
وصفه ابن الشعار «وكان وافر الهمّة كثير الكتابة والتحصيل.» سافر إلى بغداد طالباً للحديث النبوي في سنة اثنتين وسبعين وخمسمائة وأقام بها مدة يتفقه بمدرستها النظامية على مذهب الشافعي وعاد إلى بلده. وسمع منه جماعة من الإربليين والواردين إليها، وانتفع به طلاب. وكان «صدوقاً ثقة مأموناً».
توفي يوم الإثنين خامس عشري شهر ربيع الآخر سنة إحدى وستمائة/ 9 ديسمبر 1204 بإربل ودفن بظاهرها في شرقيها قريباً من مقبرة أحمد الزرزاري الزاهد.

## مؤلفاته
- تفسير القرآن الكريم
- كتاب كبير في الناسخ والمنسوخ
- أسباب النزول

## شعره
من شعره:
وله أيضا: